# Дигве
Дигве (на нордически Dyggvi или Dyggve) е полулегендарен конунг от династията Инглинги, управлявал Гамла Упсала. След смъртта си отправяйки се в подземното царство, той се оженва според преданието за Хел, владетелката на подземния свят.
Дигве бил син на Думар и неговата съпруга Дрот, дъщеря на конунга Данп, син на Риг. За него за първи път в древния датски език употребили титлата „конунг“. След него „конунг“ се назовавал най-висшестоящият човек в страната. Дигве бил първият коронован от своя род. Преди това се използвали названията „дротни“ за мъжете и „дротнинги“ за жените, а към името на всеки един мъж от рода прибавяли Ингве или Ингюне. Всички общо носели названието Инглинги. Кралица Дрот била сестра на крал Дан Велики, комуто дължи името си Дания.
В Сага за Инглингите сведенията за Дигве са много оскъдни, съобщава се само, че е починал от някаква болест. Наследява го синът му Даг Мъдрия.
В сагата „Как се заселваше Норвегия“ (Hversu Noregr byggdist) авторът споменавайки Дигве, уточнява „Ние го наричаме Трюгви“.